# Samsung Corby Wi-Fi
Il Samsung Corby Wi-Fi (codice prodotto GT-M5650) è un telefono prodotto da Samsung a partire dal febbraio 2010.